# 馬爾科·福塞
馬爾科·福塞（義大利語：Marco Fuser；1991年3月9日—）是一位意大利橄欖球運動員。他是意大利國家橄欖球隊的一員，代表意大利參加了2015年世界盃橄欖球賽。